# Наперсток

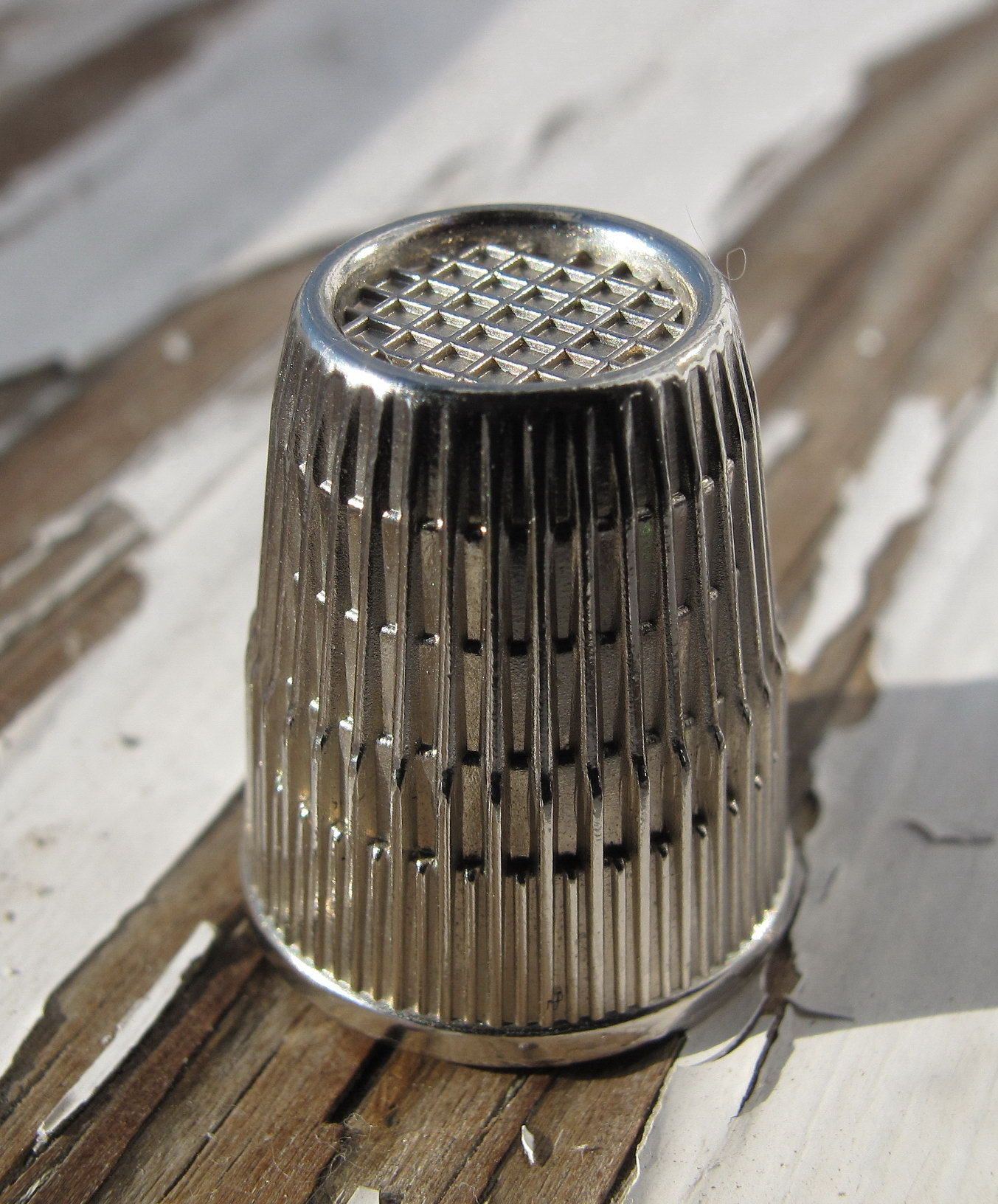
Наперсток

Напе́рсток (від заст. перст — «палець») — ковпачок, який надягається на палець з метою його захисту від уколів голкою при ручному шитті і для проштовхування голки крізь товстий матеріал. Наперстками почали користуватися в прадавні часи: понад двох тисяч років тому в Китаї або навіть ще раніше — в Єгипті). З появою швейної машинки наперстки стали менш популярні.

## Історія
Найдавніші збережені наперстки зроблені із золота, бронзи і срібла. Наперстки були не лише предметом праці, а й прикрасою з малюнками і орнаментом.
Промислове виробництво почалося у XIX столітті. В 1824 році був зареєстрований патент на фабричне виготовлення наперстків. На фабричних наперстках гравіювали назву виробника.

## Інше
Наперстком називають також металеве кільце, яким лезо коси кріплять до кісся.

## Цікавий факт
У наші дні звичайні наперстки модернізують і використовують для куріння сумішей для кальяну, тютюну, а також марихуани. Такі наперстки називають: «наперстки для куріння», «ковпаки для куріння», (жарг.) «напас». Вони можуть мати різну стилістику.